# 일반 전초
일반전초(一般前哨, 영어: general outpost, GOP)는 군사작전 시 사용되는 전술 부대의 한 형태로서 주력부대의 전방에 배치돼 적정을 관측하거나 적군의 기습에서 아군을 보호하는 부대나 진지로서 사단의 경계부대를 칭하기도 한다.

## 개념
주로 적군과 조우할 가능성이 농후한 상태에서 아군의 주력부대가 이동 간 혹은 숙영 중에 적군의 기습에 대비해 본진과 상당한 거리를 두고 설치돼 적군의 동향을 조기에 발견해 주력부대에 보고하고 주력부대의 피해를 최소화하게 하면서 가능한 범위에서 적군의 침투를 최대한 지연하게 하면서 화력을 약화하게 하는 것이 주목적이다.
규모는 일반으로 주력부대의 한 단계 아래로 편성하고 필요 시 본대로 신속히 철수해 방어ㆍ공격 임무를 수행한다.

## 한반도에서 적용

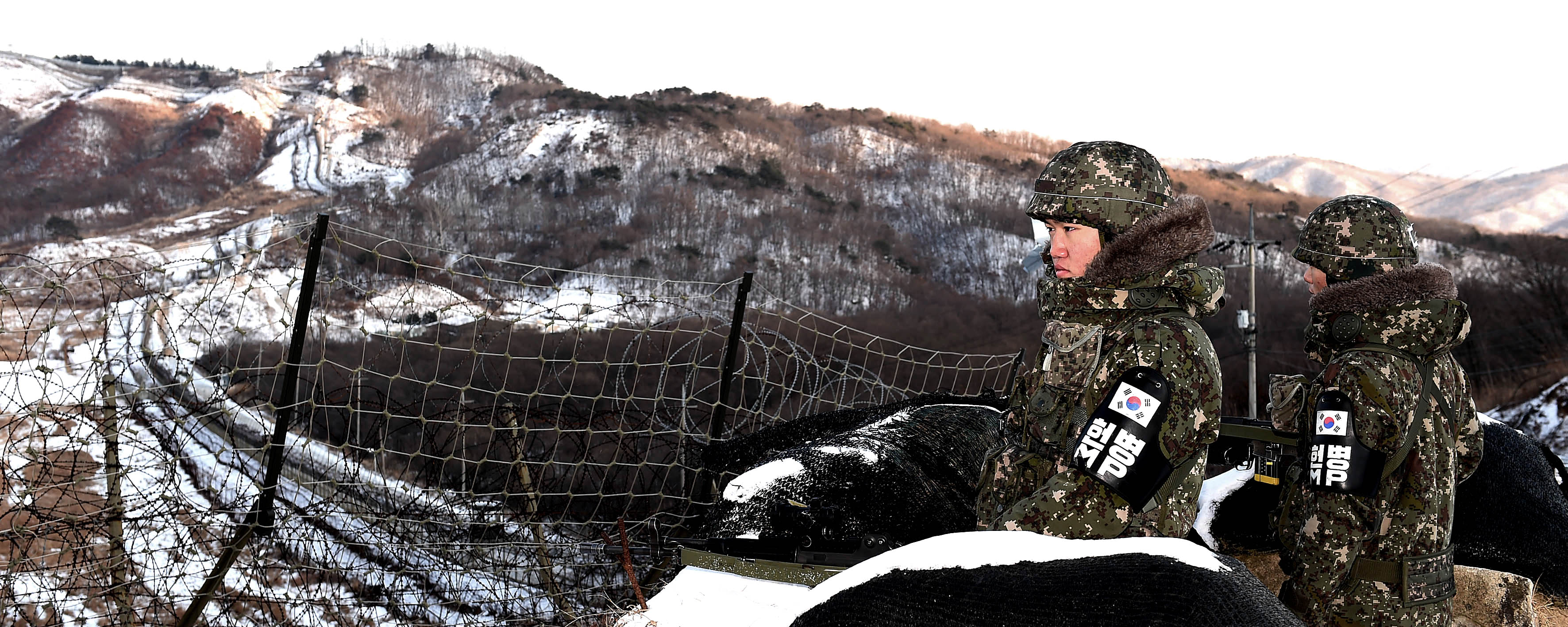
GOP 철책 경계를 하는 육군 6사단의 초병.

여전히 휴전 상태인 한반도에서는 일반전초 개념을 군단급으로 운영한다. 사단 1개 내에 연대 2개가 일반전초로 편성되어 철책선에 2교대제로 투입, 나머지 일 개는 후방에서 대기, 유사시 전술상 후퇴하는 전방 일반전초 연대와 합류하여 방어후 공격 작전에 임한다.

### 운용
대대 내 보병 중대 3개와 중화기중대 1개는 각각 주어진 섹터 내의 경계 작전에 임하는데 각각의 보병 소대가 혼자서 책임지고 몰아서 일체를 경계한다.
전술상 최소 단위는 소대나 분대가 아닌 야간 2인1조, 주간 2인1조 초병들로 구성되고 전방 경계 근무 특성상 선조치 후보고 체계를 허용해야만 작전이 실효를 거둘 수 있어서 상당한 수준의 작전 수행 능력이 필요하므로 초병 사수와 부사수 간 교육 훈련 및 군기가 심하다.
보안을 이유로 장기간 외부와 단절된 채 생활해야 하는 상황과 주야가 바뀌는 불규칙한 근무 형태는 병사들로 하여금 과도한 스트레스로 작용해 총포 · 화기 사고로 연결되기도 한다. 이런 위험 요소를 배제코자 6개월에서 1년 정도 간격으로 후방 부대와 교체하는, 연대 기준 3교대 근무를 도입한다. 하지만 코로나 사태 이후 전담대대 체제로 바뀌었다.

### 특이한 전초
일반 전초는 서울특별시에도 존재한다. 서울특별시 내부에 존재하는 일반 전초는 대부분 주요 고층 빌딩의 옥상에 설치되어 있으며 이를 빌딩 GOP(옥상 전초)라 한다. 옥상 전초는 일반적인 병과는 배치되지 않으며 방공 병과만 배치된다. 주요 업무는 발칸포 등 대공포 관리와 도심지 방공망을 경계근무하는 것이다.
병사의 경우는 복무기간 내내 옥상에서 복무해야 하며 1층만 내려가도 군무이탈로 판정된다. 간부의 경우는 말 그대로 회사원이나 다름없는 군복무를 하기 때문에 굉장히 편한 복무지이다. 특히 중대장의 섹터가 엄청나게 넓기 때문에 빌딩 전초의 전초장은 관심간부가 아닌 이상 아무 간섭도 받지 않고 엄청나게 편한 군복무를 할 수 있다. 일례로 박지만이 병역 의무를 옥상 전초에서 이행했다.

### 주요 시설물
- 관망대: 주야간 근무 시 높은 곳에서 경계 가능케끔 만든 시설물. 1층, 2층 구조로 되어 있고 기관총이 항시 배치되어 있다.
- 초소: 콘크리트 구조물이고 보통 단위 거리당 4개 정도가 설치되어 있다.
- 통문: 남측 휴전선감시초소와 일반전초 간을 이어주는 보급로에 설치하는 통행문. 관망대와 붙은 때가 잦다.
- 대기 초소: 주야간 근무하는 병사들이 상시 경계 가능한 공간으로서 시설이다.
- 소초 : 철책과는 능선 넘어 7부나 8부 능선쯤에 설치되고 소대 규모 초병들의 거주 공간과 탄약 보관소이다.
- 전망대 : 일반전초 내 특수 시설물로 외부인의 방문이 허락되는 유일한 건물이다. 일반전초 지역에서 북측의 영토를 조망 가능하게끔 되어 있다. 칠성전망대,태풍전망대, 열쇠전망대, 승리전망대, 통일전망대, 도라전망대 등이 유명하다.
- OP(Observation Post) : 보통 일반 전초의 높은 지역에 설치되며, 일반 전초 지역에서 북측의 영토를 조망한다. OP는 전망대와 다르게 24시간 운용하는 군사시설로, GOP의 모든 상황을 관찰한다. 칠성전망대의 경우 OP가 함께 위치하여 있다.
- CC(Command Center) : GOP 주둔 부대를 통제하는 곳.

## 같이 보기
- 휴전선 감시 초소(GP)
- 최전선
- 전투지역전단(戰鬪地域前端, Forward Edge of the Battle Area, FEBA)